# Kot, Šentjakob v Rožu
Kot (nemško Winkl) je naselje v Občini Šentjakob v Rožu v Okraju Beljak-dežela na Koroškem v Avstriji.